# Slobodan Milošević
Slobodan Miloșevici sau Slobodan Milošević (pronunție sârbă:  audio; în grafia sârbă chirilică: Слободан Милошевић; n. 20 august 1941, Požarevac, Teritoriul Comandantului Militar în Serbia – d. 11 martie 2006, Scheveningen, Haga, Olanda de Sud, Țările de Jos) a fost președinte al Serbiei și al Republicii Federale Iugoslavia și de asemenea al Partidului Socialist Sârb.
El a fost una din figurile marcante ale războiului din Iugoslavia în anii '90 și războiului din Kosovo în 1999. A fost condamnat în mai 1999, în timpul războiului din Kosovo, de către Tribunalul Internațional al Națiunilor Unite pentru crime împotriva umanității și o gravă încălcare a Convenției de la Geneva.
După demonstrații și greve ce au urmat alegerilor prezidențiale din octombrie 2000, el s-a recunoscut înfrânt și a demisionat. Un an mai târziu, Milošević a fost extrădat pentru a se prezenta în fața Tribunalului Penal Internațional pentru Fosta Iugoslavie, însă va muri după 5 ani de închisoare doar cu 50 de ore înaintea declarării verdictului. Milošević, suferind de boli grave ale inimii, de tensiune și diabet, a murit în urma unui atac de cord în condiții neelucidate. Unii dintre susținătorii lui cred ca a fost omorât în închisoare înainte de a se pronunța un verdict. A fost achitat de implicarea directă în timpul războiului bosniac în verdictele din 2007 și 2016, deși tribunalele au admis că acesta avea cunoștință despre masacrele care urmau să se producă.

## Tinerețea
| Imagine indisponibilă                                 |  | Imagine indisponibilă |
| Sveztozar, Borislav, Stanislava și Slobodan Milošević |  |                       |

Slobodan Milošević s-a născut pe 20 august 1941 în orașul sârb Požarevac; a fost mezinul familiei iar fratele său, Borislav era mai învârstă cu trei ani. Tatăl său, Svetozar Milošević care era preot ortodox răspopit, și-a părăsit familia în 1950 și s-a întors în Muntenegru ca profesor de limbă rusă iar copii săi au rămas în grija mamei lor, Stanislava. Ambii părinți s-au sinucis, tatăl în 1962 iar mama în 1972.
Pe 15 ianuarie 1959, când era încă elev, Milošević s-a înscris în Liga Comuniștilor din Iugoslavia. A urmat cursurile la Universitatea din Belgrad, unde a studiat dreptul. În timpul studenției, Milošević l-a cunoscut pe Ivan Stambolić, care i-a devenit în timp mentor și cel mai bun prieten al său și care a jucat un rol primordial în viața și cariera politică a lui Milošević.
După absolvirea studiilor superioare în 1964, Milošević a fost numit consilier economic pentru primarul Belgradului pe parcursul a trei ani, înainte de a-și satisface stagiul militar în 1968. Pe 14 martie 1965, se însoară cu Mirjana Marković, cu care se cunoștea din copilărie și au avut doi copii: Marija și Marko. În 1968 a fost numit șef al departamentului de informații al consiliului municipal Belgrad. În 1970 a ocupat funcția de director general al companiei Technogas, funcție pe care o deținuse Stambolić. Tot cu ajutorul lui Stambolić, Milošević devine director la Beobanka, cea mai mare bancă care avea capital de stat din Iugoslavia.

## Ascensiunea la putere
Milošević a fost ales președinte al Comitetului Ligii Comuniste al orașului Belgrad în aprilie 1984, înlocuindu-l pe Stambolić, care a devenit conducătorul Ligii Comuniștilor din Serbia.
În mai 1986, Milošević însuși a devenit președintele Comitetului Central al Ligii Comuniștilor din Serbia.
În acest timp Milošević s-a opus public naționalismului; el n-a permis publicarea unei cărți scrisă de Slobodan Jovanovic, un distins istoric sârb, profesor de drept și naționalist convins al primei jumătăți al secolului 20. Milošević a susținut marxismul în școli și i-a criticat pe tinerii din Belgrad pentru slaba lor prestație de Ziua Tineretului Comunist, susținând că absența lor „dezonorează” munca și caracterul lui Tito.
Milošević a ajuns în aprilie 1987 în fruntea forțelor politice sârbe. Susținerile sale politice au fost catalogate câteodată drept naționaliste (deși nu este nici o dovadă din partea lui Milošević în acei ani), cu toate că socialismul și internaționalismul marcau ideologia sa. Mai târziu, în același an, drept răspuns unui protestatar care fusese bătut de poliție, Milošević a spus „Tu nu vei fi bătut”.
Cu toate că Milošević se adresase către un mic grup de oameni din apropierea sa și nu în public, acestei remarci i s-a acordat o mare însemnătate. Mai târziu Stambolić va spune că „el a văzut acea zi drept sfârșitul Iugoslaviei”.
În același timp, mesajul lui Milošević a fost în trend cu principiul internațional al LCY care preciza ca nici un grup etnic nu va conduce pe altul. Între timp, Stambolić ajunge Președintele Serbiei. Cu toată împotrivirea figurilor reprezentative din partid, el îl susținea În continuare pe Milošević pentru funcția de conducător al partidului. Stambolić a petrecut trei zile susținându-l pe Milošević ca lider, reușind să-i asigure conducerea partidului în următoarele alegeri interne ale Ligii Comuniste din Serbia (LCS). Aceasta a fost fără îndoială cea mai mare greșeală din cariera lui Stambolić, pe care mai târziu o va regreta, întrucât Milošević îl va înlătura de la putere în cadrul celei de a opta Sesiuni a Ligii Comuniste din Serbia.
Dragiša Pavlovic, un aliat al lui Stambolić și noul succesor liberal al lui Milošević la conducerea Comitetului Partidului din Belgrad, opus politicii lui Milošević față de sârbii din Kosovo. Contrar sfatului dat de Stambolić, Milošević îl denunță pe Pavlevic ca fiind un radicalist albanez. Milošević a pregătit terenul prin înlocuirea tăcută a susținătorilor lui Stambolić cu oamenii săi de încredere; în data de 23 septembrie și 24 septembrie, pe durata a 30 de ore a sesiunii Comitetului Central al Ligii Comuniste transmisă live de televiziunea națională, Milošević îl destituie pe Pavlovic. Jignit și pus sub presiune de susținătorii lui Milošević, Stambolić demisionează câteva zile mai târziu.
Treisprezece ani mai târziu, în vara anului 2000, Stambolić a fost răpit; trupul lui fiind găsit În 2003 și Milošević a fost învinuit pentru că a ordonat uciderea acestuia. În 2005, mulți membri ai serviciului secret al poliției sârbe și grupuri criminale au fost condamnați în Belgrad pentru numeroase crime, incluzând-o pe cea a lui Stambolić.
Milošević a folosit perioada dintre 1988/1989 focalizându-si politica pe „Problema Kosovo”. Susținătorii săi au organizat demonstrații publice - așa numita „revoluție antibirocratică” - care a condus către demisia conducătorilor Voievodinei (6 octombrie 1988), și Muntenegrului (10 ianuarie 1989). Azem Vllasi, liderul Ligii Comuniste din Kosovo, a fost arestat pentru incitarea la revolte a minerilor albanezi din Kosovo.
În 28 martie 1989, Adunarea Națională a Serbiei, sub conducerea lui Milošević, amendează constituția Serbiei pentru reducerea autonomiei acestor două provincii. Decizia a fost foarte controversată, în special în Kosovo, unde relațiile dintre sârbi și albanezi sunt tensionate de o lungă perioadă de timp. Un regim aspru a fost impus atrăgând critici de la organizațiile drepturilor omului, Comunitatea Europeană și alte guverne străine. Aceasta a alarmat celelalte republici din Iugoslavia, unde îngrijorările au exprimat faptul ca autonomia lor era amenințată.
Pe măsura ce naționalismul creștea în Iugoslavia, Milošević a prevăzut mari schimbări constituționale. Constituția Iugoslaviei din 1974 a  organizat țara astfel încât statutul Serbiei să fie mai mare și mai populat decât celelalte republici reprezentative. Iugoslavia socialistă a fost la timpul ei guvernată de 8 membri ai președinției, reprezentând cele 6 republici plus Kosovo și Voievodina. Prin înlăturarea guvernului din Muntenegru și înlocuirea lui cu unul mai supus, Milošević și-a securizat efectiv votul republicii; de asemenea abolirea guvernelor autonome ale Voievodinei și din Kosovo s-a asigurat că el controlează voturile de aici. Președinția a fost astfel divizată între susținătorii lui Milošević și oponenții săi din alte republici, cu câte 4 voturi de fiecare parte. Rezultatul - un impas care a paralizat guvernul federal din Iugoslavia.
În mai 1989, Milošević a devenit președinte al Republicii Socialiste Serbia.

Portret din anii 1980

La al 14-lea Congres al Ligii Comuniste a Iugoslaviei, în ianuarie 1990, delegația sârbă a lui Milošević a susținut modificări constituționale majore bazate pe principiul democratic „un om - un vot”. Delegațiile slovene și croate (conduse de Milan Kučan respectiv Ivica Račan) puternic opuse acestuia, l-au văzut ca pe un atac la propriul lor statut al republicii, și au plecat de la congres în semn de protest. Acesta a cauzat o adâncă ruptură în Liga Comunistă ce a dus la sfârșitul partidului ca organizație unificată.
Cu colapsul Ligii Comuniste din Iugoslavia, Milošević prezidează peste Partidul Sârb transformându-l în Partidul Socialist Sârb (iulie 1990) și adoptă o nouă constituție a Serbiei (septembrie 1990) furnizându-i președintelui o putere mai mare. Milošević a fost reales președinte al Republicii Sârbe în alegerile directe din decembrie 1990 și decembrie 1992.
În primele alegeri libere parlamentare în decembrie 1990, Partidul Socialist al lui Milošević a câștigat cu 80,5% din voturi. Chiar dacă etnicii albanezi din Kosovo au boicotat scrutinul, Milošević a câștigat lejer alegerile cu un număr foarte mare de voturi. Deși alegerile nu au putut fi descrise ca fiind libere și corecte – Milošević controlând mare parte din media și însuși sistemul electoral – există un mic semn de întrebare referitor la susținerea în masă de care avea parte în acel timp în Serbia.
Ascensiunea la putere a lui Milošević a fost cauza creșterii și răspândirii naționalismului în toate formele de conducere ale republicilor Iugoslaviei urmate de căderea conducerii comuniste în estul Europei. În 1990, slovenii au ales un guvern naționalist sub conducerea lui Milan Kucan, și croații au făcut același lucru prin Franjo Tudman. Singurul Partid Comunist rămas la conducere a fost în Bosnia și Herțegovina, dar mai târziu a fost înlocuit de o instabilă coaliție formată din 3 partide etnice.

## Războiul iugoslav
Colapsul Iugoslaviei a devenit inevitabil la începutul anului 1991, cu instituțiile federale într-un impas total între forțele pro și anti Milošević. Incriminarea lui Milošević presupusă într-o alocuțiune televizată pe 16 martie 1991, în care Milošević a declarat că Iugoslavia a fost terminată și Serbia nu va mai fi mult timp legată de deciziile Conducerii Federale. Această speculație s-a dovedit a fi falsă când o transcriere a discursului a fost expusă la procesul lui Milošević din 25 ianuarie 2006.
În iunie 1991, Slovenia și Croația s-au separat de Federație, urmate de Republica Macedonia (septembrie 1991) și Bosnia și Herțegovina (martie 1992). Armata Populară Iugoslavă (JNA) a căutat în zadar să prevină secesiunea Sloveniei prin folosirea forței; oricum, Războiul de Zece Zile din Slovenia s-a sfârșit printr-o dezastruoasă înfrângere a forțelor federale. 
Cererile pentru o deplină autonomie a națiilor a fost propusă încă din 1989, și Milošević fusese un oponent timpuriu al unor asemenea mișcări. O parte din răspunsul dat referitor la cererea de independență a Sloveniei a reprezentat continua creștere a dominației autoritare în Serbia. Milošević a încercat să organizeze un „Miting al Adevărului” în capitala Sloveniei, Ljubljana, pentru a discuta situația din Kosovo, dar această propunere a fost refuzată de Kucan. Mai târziu Milošević a urmat o politică mai pragmatică, și nu s-a mai opus prea tare în desprinderea Sloveniei de țară. Kucan și-a adus aminte că „Milošević mi-a spus că trebuie să ajungem la un consens în privința visului Sloveniei de a se rupe de Iugoslavia. A spus ca nu ne va opri, și că ceilalți n-au înțeles despre ce a fost vorba. Dar a mai spus că nu poate lăsa și Croația să se desprindă de Iugoslavia, pentru că s-a delimitat de Serbia prin sânge”.
La acest punct, Milošević a susținut cererile populației sârbe din alte state să stea în Iugoslavia, bazându-se pe așa-zisele premise că o mare parte a populației sârbe din Croația (580.000) și Bosnia (1,36 milioane) au dreptul să stea în Iugoslavia dacă vor, discutând referitor la Constituția Iugoslaviei care le dă dreptul de auto-determinare a nației (sârbi, croați, etc. ca un tot), nu republici (Serbia, Croația, Bosnia, etc.). Înțelegerea că Slovenia se baza pe auto-determinarea populației, că Slovenia a fost omogenă etnic și nu se opunea desprinderii acesteia de țară.
Sârbii croați au început campania pentru o deplină autonomie a Croației în 1990, imediat după alegerea naționalistului croat Franjo Tudjman, care avea suportul total al lui Milošević. Din ziua în care Croația a obținut independența în 25 iunie 1991 și până la începutul lui 1992 când independența ei a fost recunoscută de majoritatea statelor lumii, Croația a întâmpinat rezistența din partea Armatei Naționale Iugoslave (JNA). Retragerea lor din Croația din 1992, fiind precedată de războiul dintre dizidenții sârbi din Croația și guvernul croat, sârbii fiind sprijiniți de Milošević. Liderul sârbilor din Croația, Milan Babić, a precizat că Milošević era responsabil pentru asta iar succesorul său Goran Hadžic, afirmă în mod public că el era „mâna dreaptă a lui Slobodan Milošević”.
Procurorii pentru crime de război, au caracterizat noua Republică Separatistă Craina Sârba (Srpska Krajina), drept o „bandă de criminali” al căror scop era „eliminarea cu forța a tuturor croaților și a celorlalte populații non-sârbe de pe întinsul a aproximativ o treime din teritoriul Republicii Croația, pentru a o integra în noul stat dominant sârb”. La procesul lui Milan Babici, ICTY a descoperit faptul că guvernul sârb a fost implicat direct în rebeliunea sârbilor croați, furnizându-le provizii, arme, bani, și suport. În 1992, Bosnia și Herțegovina a intrat în conflict armat chiar înainte de declarația formală de independență. Sârbii bosniaci au cucerit în scurt timp aproximativ 70% din țară, cu toate că acest fapt s-a datorat situației demografice de dinaintea războiului, unde sârbii tindeau să locuiască în mediul rural, pe când musulmanii erau concentrați în orașe. Forțele sârbe intenționau să stea în Iugoslavia, și uneori colaborau cu musulmani pro-iugoslavi, ca de exemplu armata lui Fikret Abdick. În această perioadă sute de mii au fost obligați să-și părăsească casele, și alte câteva mii au fost uciși, în masacre precum cele de la Srebrenica și Bratunac. Încă o dată anchetatorii crimelor de război au afirmat că statul Serbia este o „bandă de criminali” în care Milošević era liderul. Cu toate astea nu a fost găsită nici o dovadă că Milošević a fost implicat în Srebrenica; chiar există dovezi că ar fi supărat de această acțiune. Aceste fapte au îngreunat munca procurorilor de a-l învinui pentru genocid.
În 1995, războiul interminabil dintre Croația și Bosnia a devenit o povară pentru Serbia. Țara a cunoscut o inflație puternică și o scădere dramatică a nivelului de trai, din cauza colapsului economic și a efectelor sancțiunilor internaționale. Milošević a crezut că poate forța croații și sârbii bosniaci să negocieze, dar au refuzat brutal liderii naționaliști. Drept răspuns, cu toate că înainte i-a sprijinit pe rebeli, a subliniat că de acum încolo sunt pe cont propriu.

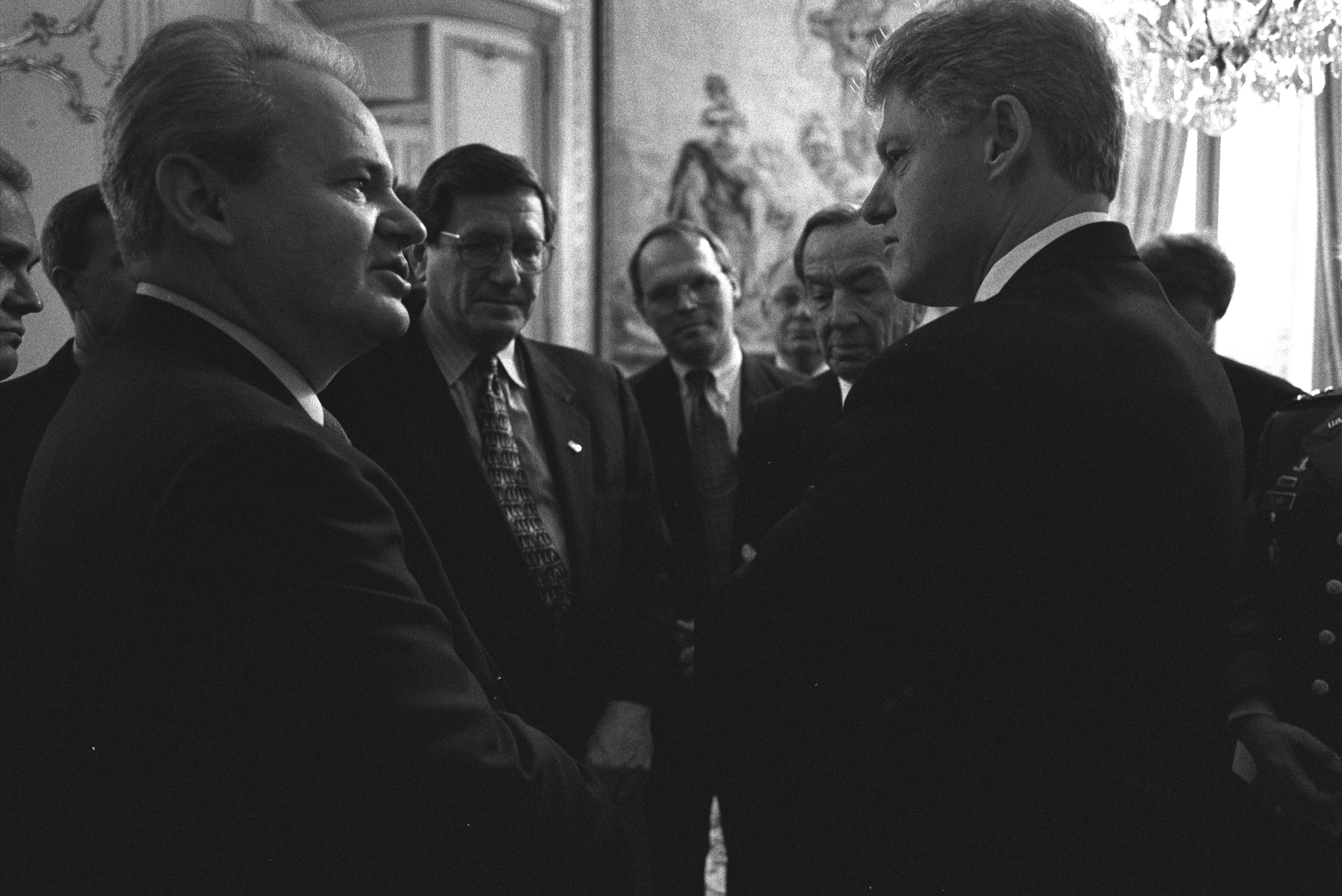
Miloșevici (stânga) și președintele american Bill Clinton în 1995

Războiul din Croația s-a încheiat în august 1995, când operațiunile armate întreprinse au răsturnat Republica Sârbă Krajina. Aproape toată populația de origine sârbă a fost alungată în cadrul acestui proces, aceasta refugiindu-se în Bosnia sau Serbia. O lună mai târziu, sârbii bosniaci au fost aduși în pragul colapsului militar de către forțele NATO în urma operațiunilor aeriene și ofensivei de la sol. Încă o dată, sute de mii de sârbi au luat calea exodului.
Milošević a negociat Înțelegerea Dayton în numele sârbilor bosniaci, punând capăt conflictului. În urma înțelegerii și a sfârșitului războiului din Bosnia, Milošević a fost creditat de Vestici drept unul dintre stâlpii păcii din Balcani. Însă, Înțelegerea Dayton nu garanta și amnistia pentru crimele de război comise în timpul conflictului.
În 1997 o rebeliune armată izbucnește în Kosovo împotriva stăpânirii sârbe. Armata separatistă de Eliberare din Kosovo (KLA) a început să lanseze atacuri împotriva forțelor sârbe și iugoslave, dar și asupra oficialilor sârbi și albanezi și alții văzuți de KLA drept „colaboratori”. Cu toate că răspunsul sârbilor a fost destul de restrâns, la mijlocul anului 1999, sute de oameni au murit și 100.000 de albanezi din Kosovo au rămas fără case.
Conflictul a culminat în 1999, când peste jumătate din populația albaneză s-a refugiat și câteva sute au murit. După încheierea conflictului, majoritatea populației sârbe din Kosovo și Roma, s-a refugiat în Serbia, temându-se sau experimentând persecutarea albanezilor care căutau răzbunarea, adăugându-se marii populații care era deja refugiată. 
Între timp, Milošević nu a mai fost considerat drept unul dintre stâlpii păcii. Pe data de 27 mai 1999 el a fost închis și acuzat de ICTY pentru crime de război și crime împotriva umanității comise în Kosovo. Cu toate astea, Milošević încă se mai bucura de suport și de popularitate.
El a susținut în mod constant că toate acțiunile sale erau conform legii și constituției din Iugoslavia. Constituția diferenția în mod atent noțiunile de „nație” și „popor”, și cum Croația era o nație, ea cuprindea și alte popoare în afara celui croat, incluzând mulți sârbi. Milošević susținea că legea oferea auto-determinare poporului, nu națiilor. Pe această bază, el afirma că sârbii croați, și mai târziu, sârbii bosniaci, nu ar fi trebuit să fie subiecții declarațiilor de independență ale Croației și Bosniei-Herțegovina.
El a recunoscut că a vândut arme sârbilor bosniaci, dar a mai afirmat că a sistat furnizarea de arme când s-a dovedit că acestea erau folosite în masacre. Totodată, el neagă faptul că Serbia ar fi fost vreodată în război. În timpul războaielor din Slovenia, Croația și Bosnia, Milošević a fost doar președintele Serbiei, nu și al Iugoslaviei, și afirmă ca guvernul său a fost implicat în mod indirect, prin suportul sârbilor din Croația și Bosnia. Mulți sunt însă sceptici la această remarcă, dar și la intențiile acțiunilor sale. Biograful Lebor, crede că Milošević a întrerupt legăturile cu sârbii bosniaci, din cauza inflației excesive.
În Kosovo, Milošević susține că a recunoscut dreptul albanezilor la „auto-determinare”, dar nu și la independență. De asemenea, susținea faptul că organizația KLA este de factură neo-nazistă care voia purificarea etnică în Kosovo, iar după independența provinciei va ajunge în mâinile acestora. El se referea deseori la Kosovo drept o parte esențială a Serbiei datorită istoriei sale, numeroaselor biserici și culturii.
Despre masacrul albanezilor din Kosovo în 1998, Milošević neagă că ar fi dat ordine. Consideră că ar fi fost doar niște evenimente sporadice în zonele rurale din vestul provinciei, comise de paramilitari și de rebeli. Cei din armată sau poliția sârbă care au fost implicați în masacre, susține, au fost arestați și condamnați la mulți ani de închisoare.

## Decăderea președintelui
Pe 4 februarie 1997, Milošević a recunoscut victoria opoziției în unele localități, contestând rezultatele timp de 11 săptămâni.
Pe 23 iulie 1997, Milošević și-a asumat președinția Federației Iugoslave.
Acțiunile armate purtate de grupuri de separatiști albanezi și armata sârbă de contra-acțiune în viitoarea provincie autonomă (și 90% albaneză) sârbă Kosovo din 1998 și atacurile aeriene ale NATO împotriva Republicii Federale Iugoslave între martie și iunie 1999 au avut ca rezultat final retragerea totală a forțelor de securitate iugoslave din provincie.
În timpul războiului din Kosovo a fost pus sub acuzare pe 27 mai 1999, pentru presupuse crime de război și crime împotriva umanității întreprinse în Kosovo, de către Tribunalul Internațional.
La alegerile din 2000 în primul tur de scrutin Koštunica era în avantaj față de Milošević, dar nu avea mai mult de 50% din voturi pentru a câștiga așa cum prevedea constituția. Sondajele de opinie sugerau că susținătorii celorlalți candidați s-au abținut sau l-au votat pe Milošević în primul tur, nefiind de acord cu prezența unei opoziții susținute de forțele NATO.
Pierderea primului tur de către Milošević în septembrie 2000, a dus la demonstrații în Belgrad, pe 5 octombrie, și la căderea regimului autoritar. Candidatul opoziției Vojislav Koštunica reușind să preia postul de președinte al Iugoslaviei pe 6 octombrie când Milošević a recunoscut public înfrângerea.
A fost forțat să accepte realitatea atunci când comandanții armatei pe care se baza au refuzat să-l mai sprijine. În mod ironic, Milošević a pierdut puterea pierzând în alegerile pe care le-a programat prematur (înainte de sfârșitul mandatului său) și pe care nici nu era necesar să le câștige pentru a menține puterea, care era centrată în parlament, pe care partidul său și asociații îl controlau. Căderea sa este cunoscută drept Revoluția Bulldozer.
În urma unui mandat de arestare, emis de autoritățile iugoslave pentru cazuri de corupție și abuz de putere, Milošević a fost forțat să se predea forțelor de securitate pe data de 31 martie 2001. Pe 28 iunie același an, Milošević a fost extrădat de Guvernul oficial iugoslav în custodia Națiunilor Unite. El a fost transportat la Tribunalul Internațional pentru fosta Iugoslavie. Constituția iugoslavă interzice în mod explicit extrădarea unui cetățean iugoslav, iar președintele Kostunica l-a acuzat pe primul ministru Zoran Dindic că ar fi ordonat această extrădare.

## Decesul și verdicte postume
Slobodan Milošević a decedat la Haga, la 11 martie 2006. În momentul morții, era judecat sub acuzația de crime de război comise în anii 1990 în Bosnia și Herțegovina, Croația și Kosovo. Pe 11 martie 2006 a fost găsit mort în celula în care era deținut; știrea a fost confirmată oficial de avocatul său. 

### Verdicte postume
În cele două verdicte legate de Kosovo, Nikola Šainović și colab. și Vlastimir Đorđević, s-a constatat că Milošević a fost „unul dintre membrii esențiali” ai întreprinderii criminale care viza strămutarea unei mari părți a albanezilor din Kosovo. 
În februarie 2007, Curtea Internațională de Justiție a achitat Serbia aflată sub conducerea lui Milošević de responsabilitate directă pentru crimele comise în timpul războiului din Bosnia. Președintele Curții Internaționale de Justiție (CIJ), totuși, a declarat că „a fost „demonstrat în mod concludent” că acea conducere sârbă, și Milošević în special, „erau pe deplin conștienți... că era probabil să aibă loc masacre””. În verdictul său din 2016 privind Radovan Karadžić, Tribunalul Penal Internațional al ONU pentru fosta Iugoslavie a constatat că „nu au fost suficiente dovezi prezentate în acest caz pentru a constata că Slobodan Milošević a fost de acord cu planul comun [de a crea teritorii curățate etnic de ne-sârbi]”, invocând „criticile repetate ale lui Milošević și dezaprobarea politicilor și deciziilor luate de acuzat și de conducerea sârbilor bosniaci”, deși a remarcat, de asemenea, că „Milošević a oferit asistență sub formă de personal, provizii și arme sârbilor bosniaci în timpul conflictului”. 

## Moștenire
Ultimul sondaj de opinie realizat în Serbia înainte de moartea lui Milošević l-a enumerat drept cel de-al treilea politician cel mai apreciat din Serbia, după președintele Partidului Radical Sârb de atunci, Tomislav Nikolić, și președintele sârb de atunci Boris Tadić. În 2010, site-ul Life a inclus pe Milošević în lista sa cu „Cei mai răi dictatori ai lumii”. El rămâne o figură controversată în Serbia și Balcani din cauza războaielor iugoslave și a abuzului său de putere, în special în timpul alegerilor din 1997 și 2000. Imaginea publică a lui Slobodan Milošević în Serbia a oscilat de la un birocrat fără chip/necunoscut la un apărător al sârbilor, în timp ce atitudinile occidentale variau de la Milošević etichetat drept „măcelarul din Balcani” până la portretizarea sa ca „garantul păcii în Balcani”. 